# Waarheid & Zoon
Waarheid & zoon (de laatste ziekte) is een hoorspel van Hans van de Waarsenburg, een luisterspeldocumentaire in de thematische reeks van zes in opdracht van de NCRV geschreven spelen over de relatie tussen ouders en kinderen. Het werd door de NCRV uitgezonden op maandag 31 januari 1977, van 22:35 uur tot 23:00 uur. De regisseur was Ab van Eyk.

## Rolbezetting
- Paul van der Lek (vader)
- Emmy Lopes Dias (moeder)
- Hans Karsenbarg (Dieter, de zoon)
- Petra Dumas (Carla, vrouw van Dieter)

## Inhoud
Een man hoort van de dokter dat hij niet beter zal worden. “Uw man is bezig aan zijn laatste ziekte,” zegt hij tegen de vrouw. Het begint zoals het helaas voor veel mensen begint: ergens een knobbel. De dokter schrikt. Kwaadaardig, zo luidt zijn diagnose. De man gaat in zichzelf praten: “Iedere dag is angst. Iedere dag sterf ik verder. Het moet komen. Het is niet alleen het hijgen en de uitputting daarvan. Er gebeurt meer met me.” Het hele gezin raakt betrokken bij deze vreselijke ziekte. “Zou hij veel verdriet hebben?” “Zou hij veel pijn lijden?” “Hoelang zal het nog duren?” “Zal alles voorbij zijn als hij gestorven is?”